# さいか屋
株式会社さいか屋（さいかや、英語: Saikaya Co.,Ltd）は、神奈川県川崎市川崎区に本社を置く、百貨店とファッションビルを運営する企業。日本百貨店協会加盟。静岡県に本社がある健康食品会社AFC-HDアムスライフサイエンスの連結子会社。
本社所在地は神奈川県川崎市川崎区日進町1番地（川崎日航ホテル内の2代目川崎店の場所）であるが、本店の事務は同県横須賀市にある横須賀店所在地にて行っているとしている。経営企画部広報担当と総務部の市外局番は046となっており、横須賀店と同じである。
2008年から京浜急行電鉄が主要株主となり、2010年からは京急百貨店と業務提携を開始したが、京急グループには属さない。

## 歴史

### 創業から関東大震災まで
雑賀衆（読みは「さいが」ではなく「さいか」）の末裔とされる岡本傅兵衛が幕末の1867年（慶応3年）6月に西浦賀（現在の横須賀市）の高砂屋呉服店の丁稚奉公から独立して、25両の貯蓄を元手に呉服店を開いたのが始まりである。
海軍の基地設置（横須賀鎮守府、横須賀海軍工廠）で繁栄し始めた横須賀の将来性を見込んで、妻の兄・石渡治郎右衛門が横須賀の磯崎（後の元町で現在の横須賀市本町）に所有していた長屋の一角に1872年（明治5年）10月に雑賀屋呉服店を開業し、浦賀の店舗を妹に譲って横須賀での営業に専念した。
こうして浦賀の店を完全に分離したことなどもあり、さいか屋の歴史はこの横須賀での開業から始まることとされているが、横須賀店の開店当初は浦賀店との商品の交流も非常に多かったため、店員などが重い荷物を背負って1日2往復したとの話も残っている。
1878年（明治11年）に最初の店舗に近い磯崎に店を新築したものの2年足らずで火災で焼失したため、新たに土蔵造り2階建てで立て直して復興させた。
1905年（明治38年）10月に創業者岡本傅兵衛が死去した際に息子の清次郎が先に死亡していたため、店舗などの財産は当時9歳だった孫の岡本傅之助が引継ぎ、実際の事業運営は支配人の永島延吉が引継いで持続・発展させた。
1912年（大正元年）に支配人の永島延吉が急逝したため、岡本傅之助は1913年の中学校4年生に進級時に退学して店の運営に専念し、事業の維持・発展に努めることになった。
1920年（大正9年）に横須賀海軍工廠のガントリークレーン延長に伴う立ち退きで2年前に建てたばかりの店舗からの移転を余儀なくされ、旭町（現在の横須賀市本町）の大忠呉服店跡(後の横浜銀行横須賀支店)に移転し、旭町通り（現在の国道16号）からどぶ板通りまで通り抜けが出来る奥行き約26間、間口約8間の店舗を構えた。この通り抜けられる店構えが市民に受けて、評価が高まったといわれている。
1923年（大正12年）9月1日に起きた関東大震災で店舗が全焼し、商品を含めて当時の額で約40万円もの被害を受けた。このため、当分の間は店員の給与を半額とするなどの対応を盛り込んだ復興五カ年計画を立てて、大滝町15番地（現在の大滝町1丁目10番地）に焼けたトタン板などの廃材を使ってバラックの仮店舗を建設して復興に向けて第一歩を踏み出し、復興計画を予定よりも早く達成した。

### 株式会社化・百貨店化と事業の拡大
復興の成功を受けて1928年（昭和3年）3月1日、従来の合名会社を改組して資本金50万円の株式会社雑賀屋を設立した。店と顧客の一体化を目指して雑賀屋百福会を発足し、会員に1人10株を割り当てて創業家の岡本家と店員のほかも株式を保有する制度を導入した。10月3日に木骨鉄筋コンクリート造3階建て約430坪の店舗が完成して百貨店化し、連日多数の客を集めた。
1930年（昭和5年）10月に旧横須賀郵便局（後の横須質信用金庫本店）を改造して別館の徳用品市場を設置し、1931年（昭和6年）3月に均一価格店のさいか屋十銭ストアーを現在の不二屋菓子店の位置に開設するなど事業の拡大を続けた。

### 多店化と運営会社の再編
1956年（昭和31年）4月3日に株式会社雑賀屋の関連会社だった株式会社川崎さいか屋（現在の株式会社さいか屋）が川崎市小川町1番地に、鉄骨鉄筋コンクリート造り地下1階地上3階で延べ床面積4,926m2で売場面積4,021m2の百貨店を開業。多店化に乗り出した。
1965年（昭和40年）4月28日に別の関連会社の株式会社藤沢さいか屋(初代)が神奈川県藤沢市の藤沢駅北口に百貨店を開業。1967年（昭和42年）11月に川崎さいか屋が東京都町田市の町田駅前に鉄骨鉄筋コンクリート造り地下2階地上4階建てで延べ床面積11,472m2の百貨店を開業して町田支店とし、1970年（昭和45年）10月に鉄骨鉄筋コンクリート造り地下1階地上6階建てで延べ床面積3,686m2で売場面積2,6516m2の茅ヶ崎支店（神奈川県茅ヶ崎市）を開業するなど、神奈川県内と周辺で多店化を進めていった。
1966年（昭和41年）7月に株式会社雑賀屋の百貨店部門を分割して株式会社横須賀さいか屋を新たに設立。株式会社雑賀屋は雑賀屋不動産株式会社に商号を変更して店舗の不動産の賃貸などを行う不動産会社になり、1969年（昭和44年）5月に川崎さいか屋の商号を株式会社さいか屋に変更して9月に株式会社横須賀さいか屋と株式会社藤沢さいか屋（初代）の2社を合併し、百貨店事業の運営会社を一本化した。

### 店舗の増改築や移転・業態転換
川崎店を1964年（昭和39年）11月に延べ床面積21,732m2で売場面積15,591m2に、1973年（昭和48年）11月に延べ床面積33,994m2で売場面積22,118m2に増床し、横須賀店も1974年（昭和49年）4月に延べ床面積21,922m2で売場面積14,761m2に、藤沢店も9月に延べ床面積22,3742m2で売場面積14,129m2に増床するなど主要店舗の増床を進めて競争力の強化と売上拡大を図った。
その一方で、1976年（昭和51年）10月に町田店を専門店ビル化して「ジョルナ」へ業態転換し、1974年（昭和49年）9月の藤沢店増床時に茅ヶ崎店の事業を統合する形で同店を閉店するなど店舗網の再編も並行して進められた。
藤沢店は藤沢市が進めていた再開発ビルへの髙島屋の招致が地元の根強い反対で実現しなかったため代わりに当社が1978年（昭和53年）6月12日に藤沢駅北口の現店舗を三越との合弁で出店する計画が確定し、1978年（昭和53年）11月22日に株式会社藤沢さいか屋（2代目）が新店舗での営業を開始して藤沢の店舗は再び別法人での営業へ移行すると共に店舗の規模を拡大させた。
そして旧店舗跡に出店した丸井藤沢店の地下1階に食料品専門店の藤沢マーケット店を開店させるなど店舗のスクラップアンドビルドも進め、さらに1990年（平成2年）3月に横須賀店新館を開業して延べ床面積28,259m2で売場面積26,714m2に増床し、10月にレストラン街やホールなどの各種サービス施設の入った南館(延べ床面積7,906m2)を開業して3館体制に移行するなど主要店舗の拡大・発展を図った。
さらに1996年（平成8年）に藤沢駅北口の土地を雑賀屋不動産株式会社が取得して再開発構想の中核施設として9,000m2の敷地に藤沢店と競合しないタイプの複合商業施設を建設して店舗周辺の集客力をアップさせる構想も進められていた。
「地域の活性化があってこそさいか屋の発展がある」との観点から2008年（平成20年）4月時点で店舗を展開している横須賀市と藤沢市と川崎市の各々の商工会議所の活性化プロジェクトなどにも社長自ら関与するなど地域密着の営業活動を展開していた。

### 再建へ
郊外型ショッピングセンター（SC）との競合やバブル崩壊後の百貨店売上の低迷を受けてそれまでの設備投資に見合う収益の確保が困難な状況が続いてきたところに、さらにリーマンショックが重なって一段と消費が落ち込んだことから、2008年（平成20年）12月に川崎店と横須賀店の近くを通る路線を持つ京浜急行電鉄に第三者割当増資を行って資本・業務提携して再建に乗り出した。
しかし、2009年（平成21年）2月期連結決算で売上高約688億円で純損失約26億円、有利子負債が約270億円で債務超過となったため、8月4日に事業再生実務家協会に事業再生ADR（裁判外紛争解決）による再建の申請を行って自主再建の断念に追い込まれた。
この再建策の一環として親会社でルーツとなった企業でもある雑賀屋不動産株式会社が解散・清算すると共に、創業者一族の持ち株も私財提供の形で負債返済の一部に当てられることになった。
そのため、同社が進めてきた藤沢駅北口のショッピングセンター構想からも撤退し、引き続き百貨店の営業を続ける横須賀店新館と付属施設として使用し続ける同店の南館・北館を2010年（平成22年）2月25日に当社が取得するなど同社関連の不動産の処理が進められた。
その他に当社が保有していた川崎店の不動産も2009年（平成21年）12月9日に約76億円で不動産投資を行っているMM投資組合へ売却してリースバックして営業を続ける契約を結んだことを発表され、2010年（平成22年）3月19日に正式に譲渡された。
3店舗の中で最も不振が深刻だった横須賀店は合理化のためかつての本館だった大通館を2010年（平成22年）5月11日に閉鎖して新館に売場の集約が図られ、同店を含む百貨店として事業を存続する店舗に各種の専門店を導入して集客力の拡大とテナント収入の確保を目指すことになった。
そうした専門店招致の一環として2010年（平成22年）5月に川崎店に洋服のサカゼンを導入したのを皮切りに手芸洋品店のユザワヤが7月に川崎店、2011年（平成23年）5月27日に横須賀店に開店して来店客数の増加と賃料による収益の安定的な増加の両立を図っている。
その他にも経営合理化の一環として2010年（平成22年）4月末に川崎店の外商が廃止され、5月から横須賀店も外商を大幅に縮小して、代わりに両店に外商顧客の来店を促すために6月1日に川崎店、同月9日に横須賀店に外商カードを持つ顧客向けのサロンを開設してコンシェルジュが店内での買い物をサポートする仕組みを導入した。
外商に代わる店頭以外の販売手段として2011年（平成23年）2月14日に生鮮食料品など約800品目を午前9時までに発注すれば神奈川県内全域に即日配達するサイトを立ち上げるなどインターネットでの販売力強化も図っている。
2010年（平成22年）2月1日に事業再生計画が成立した。内容は、横浜銀行を中心とする7取引行が約26億円の債務免除に応じるとともに、横浜銀行が約7億円の第三者割当増資を引き受けて債務の株式化（デットエクイティスワップ）を行うなど総額約33億円の金融支援が行われることや、従業員の約30％に当たる当たる200人の希望退職者募集を行うことなどが盛り込まれた。
この事業再生計画の成立に伴い、岡本康英社長が3月23日の臨時株主総会後に退任して、藤沢店店長の岡本洋三が新社長に就任した（岡本洋三は岡本康英の実弟で、岡本傅之助の孫である。）。
こうした再建策に伴う特別損失として不動産の売却損失約25.39億円や構造改善費用約17.29億円などを計上したため2010年（平成22年）2月期連結決算で純損失約106.33億円となったが、人件費などの経費削減が奏功し、2011年（平成23年）2月期連結決算で純利益約76.68億円と4期ぶりの黒字転換を実現して、有利子負債も約175億円まで圧縮された。
しかし、2011年（平成23年）3月11日に発生した東日本大震災の影響で東京電力による計画停電の対象地区に全店舗が入るなどして売上が計画を10%ほど下回る状況に陥ったため、5月20日に債務弁済の2年間猶予について金融機関から同意を得ている。
2010年（平成22年）10月1日からは当社の新しい主要株主の京浜急行電鉄の子会社京急百貨店と相互にオリジナル商品を供給し合う業務提携を始めたほか、ICカード乗車券PASMO(パスモ)を利用できるようにするなど京急グループとの提携強化による業績改善にも取り組んでいる。
2011年（平成23年）5月に横須賀店が地元の老人ホームと提携してホームが運行する送迎バスに駐車場を無償提供して老人ホーム入居者の定期的な来店を促したり、6月15日から公的年金支給日である偶数月の15日に65歳以上の顧客を対象にしたスマイルシニアデーお買い物券を発売したり、沢山食べられない高齢者世帯を考慮した総菜などの少量パックを拡充したりするなど高齢者の需要取り込みも進めている。
さらに、2014年（平成26年）11月1日からは、横須賀店が横須賀市とその南の三浦市の計14カ所を回る移動販売を開始し、高齢者を中心とする買い物難民への対応をするなど地域密着型の営業を強化している。
川崎店は土地・建物を売却後も営業を続けていたが、2014年（平成26年）4月9日にビル所有者側から定期建物賃貸借契約期間である2015年（平成27年）5月31日をもって建物の賃貸契約を終了するとの書面による連絡があったため、4月10日に2015年（平成27年）5月31日までで閉店することを急きょ発表し、5月31日を以て閉店。3日後の6月3日から川崎日航ホテル3階に小型店舗を開設して営業を継承することになった。そのため、川崎市は百貨店が存在しない最初の政令指定都市となり、2019年9月30日の伊勢丹相模原店閉店により相模原市が該当するまでは唯一でもあった。さいか屋川崎店は閉店後に解体され、その跡地には2019年8月8日にパルコが地上2階建ての低層商業施設「川崎ゼロゲート」を開業させた。

#### AFC-HD傘下
さいか屋は2021年4月16日に、健康食品会社AFC-HDアムスライフサイエンスとの間で資本業務提携を締結した。同年5月24日に岡本洋三社長が退任し、後任の社長には井出陽一郎が就任した。同年5月26日にAFC-HDアムスライフサイエンスに対して第三者割当増資が実行され、AFC-HDアムスライフサイエンスが保有する株式は、筆頭株主である浅山忠彦（AFC-HDアムスライフサイエンスの子会社であるエーエフシー代表取締役社長）保有分と合算して50.36%となるため、同日付でAFC-HDアムスライフサイエンスの連結子会社となった。
決算期は2021年までの2月から2022年から8月に変更し、2023年8月期は9年ぶりに黒字化した。浅山によると、企業は赤字を出してはいけないという信念があり、さいか屋のテナントだったAFC-HDの店が赤字になった時に退店を申し出たところ慰留され、外商で取り扱ってもらう協力を得られたことへの恩義があったほか、一等地の店舗と顧客基盤を活用して努力すれば利益をあげられると考えたという。筆頭株主になった後、テナントに賃料2％引き上げを提示し、退店した企業もあったが、代わって藤沢店にはヤマダデンキが進出した。横須賀店のデパ地下に入ったヨークフーズも他フロアへの集客にも効果が出ており、藤沢店地下にも同じ食品スーパーマーケット導入を計画している。

## 年表
- 1867年（慶応3年）6月：岡本傅兵衛が神奈川県浦賀で呉服店を創業[11]。
- 1872年（明治5年）10月：神奈川県横須賀の磯崎（後の元町で現在の横須賀市本町）で雑賀屋呉服店を開業[11]。
- 1920年（大正9年）：旭町（現在の横須賀市本町）へ店舗を移転[11]。
- 1923年（大正12年）9月1日：関東大震災で店舗が全焼[11]。
- 1928年（昭和3年）
  - 3月1日[12]：合名会社を改組して資本金50万円の株式会社雑賀屋を設立[11]。
  - 10月3日：木骨鉄筋コンクリート造3階建て約430坪の店舗が完成して百貨店を開業[11]。
- 1950年（昭和25年）11月18日[2] - 株式会社雑賀屋の関連会社として[14]、横須賀市に不動産賃貸業の株式会社大洋会館を設立[4]。
- 1955年（昭和30年）8月：株式会社川崎さいか屋へ商号変更[4]。
- 1956年（昭和31年）
  - 4月：株式会社川崎さいか屋が本社・本店を川崎市へ移転[4]。(横須賀店を経営する株式会社雑賀屋の本店は従来通り横須賀[14])
  - 4月3日：株式会社川崎さいか屋が、百貨店業を開業[13]。
- 1964年（昭和39年）8月：株式会社川崎さいか屋が東京証券取引所第二部へ上場[4]。
- 1965年（昭和40年）4月28日 - 株式会社藤沢さいか屋（初代）[14]が百貨店を開業[16]。
- 1966年（昭和41年）7月：株式会社雑賀屋の百貨店部門を分割して株式会社横須賀さいか屋を設立し、株式会社雑賀屋は雑賀屋不動産株式会社に商号を変更[14]。
- 1967年（昭和42年）11月：株式会社川崎さいか屋が百貨店の町田支店を開業[4]。
- 1969年（昭和44年）
  - 5月：株式会社川崎さいか屋が株式会社さいか屋へ商号変更[4]。
  - 9月：株式会社さいか屋が株式会社横須賀さいか屋と株式会社藤沢さいか屋(初代)の2社を合併して百貨店事業の運営会社を一本化[14]。
- 1970年（昭和45年）10月：神奈川県茅ヶ崎市に茅ヶ崎支店が開業。
- 1974年（昭和49年）9月：茅ヶ崎店を閉店、藤沢店の増床時に事業統合される。
- 1976年（昭和51年）10月：町田店を専門店ビル化してジョルナへ業態転換[4]。
- 1978年（昭和53年）11月22日：株式会社藤沢さいか屋'(2代目)が新店舗での営業を開始[19]。
- 1980年（昭和55年）10月：川崎区小川町8番地に「小川町別館」が落成。本社事務施設として使用。
- 1990年（平成2年）
  - 3月：横須賀店に新館開業[4]。
  - 10月：横須賀店に南館開業して3館体制へ移行[4]。
- 1994年（平成6年）9月22日：藤沢さいか屋の寝具売場で、男子大学生による連続放火事件が発生。
- 2008年（平成20年）12月：京浜急行電鉄に第三者割当増資を行って資本・業務提携[23]。
- 2009年（平成21年）
  - 8月4日：自主再建を断念し、事業再生実務家協会に事業再生ADR（裁判外紛争解決）による再建を申請[23]。
  - 12月9日：MM投資組合へ横須賀店を売却してリースバックして営業を続ける契約締結[24]。
- 2010年（平成22年）
  - 2月1日：事業再生計画が成立[35]。
  - 2月25日：横須賀店の不動産を雑賀屋不動産株式会社から取得して自社物件化[25]。
  - 3月19日：川崎店を正式に譲渡し、賃貸借契約をして営業を継続[4]。
  - 4月末：川崎店の外商を廃止[32]。
  - 5月：川崎店に洋服のサカゼンを導入[30]。横須賀店の外商を大幅に縮小[33]。
  - 5月11日：横須賀店大通り館を閉鎖して[28]新館に売場を集約[29]。
  - 6月：コンシェルジュが対応する外商顧客向けサロンを川崎店（1日）と横須賀店（9日）に開設[32][33]。
  - 10月1日：京浜急行電鉄の子会社京急百貨店とオリジナル商品を相互供給を開始[40]。
- 2011年（平成23年）
  - 5月：小川町別館を売却、川崎店内に本社を移す。
  - 6月15日：「スマイルシニアデーお買い物券」を発売[41]。
- 2015年（平成27年）
  - 5月31日：川崎店を閉店[45][46]。
  - 6月1日：本店所在地を川崎市川崎区小川町（初代川崎店）から川崎市川崎区日進町の川崎日航ホテル3階に移転。事務は横須賀市大滝町（横須賀店）にて行う[7]。
  - 6月3日：川崎日航ホテル3階に小型店舗を開設[45][47]。
- 2020年（令和2年）5月25日：AFC-HDアムスライフサイエンスと子会社であるエーエフシー出身者が取締役に就任した事に伴い、AFC-HDアムスライフサイエンスの持分法適用会社となる[50][54]。
- 2021年（令和3年）
  - 2月21日：横須賀店を閉店[55]。
  - 5月26日：AFC-HDアムスライフサイエンスに対して第三者割当増資を実施し、AFC-HDアムスライフサイエンスの連結子会社となる[50][51]。
- 2024年（令和6年）
  - 3月20日：SAIKAYA YOKOSUKA SHOPPING PLAZAの地下1階にヨークフーズ さいか屋横須賀店がオープン[56]。

## 店舗

### 横須賀店→SAIKAYA YOKOSUKA SHOPPING PLAZA

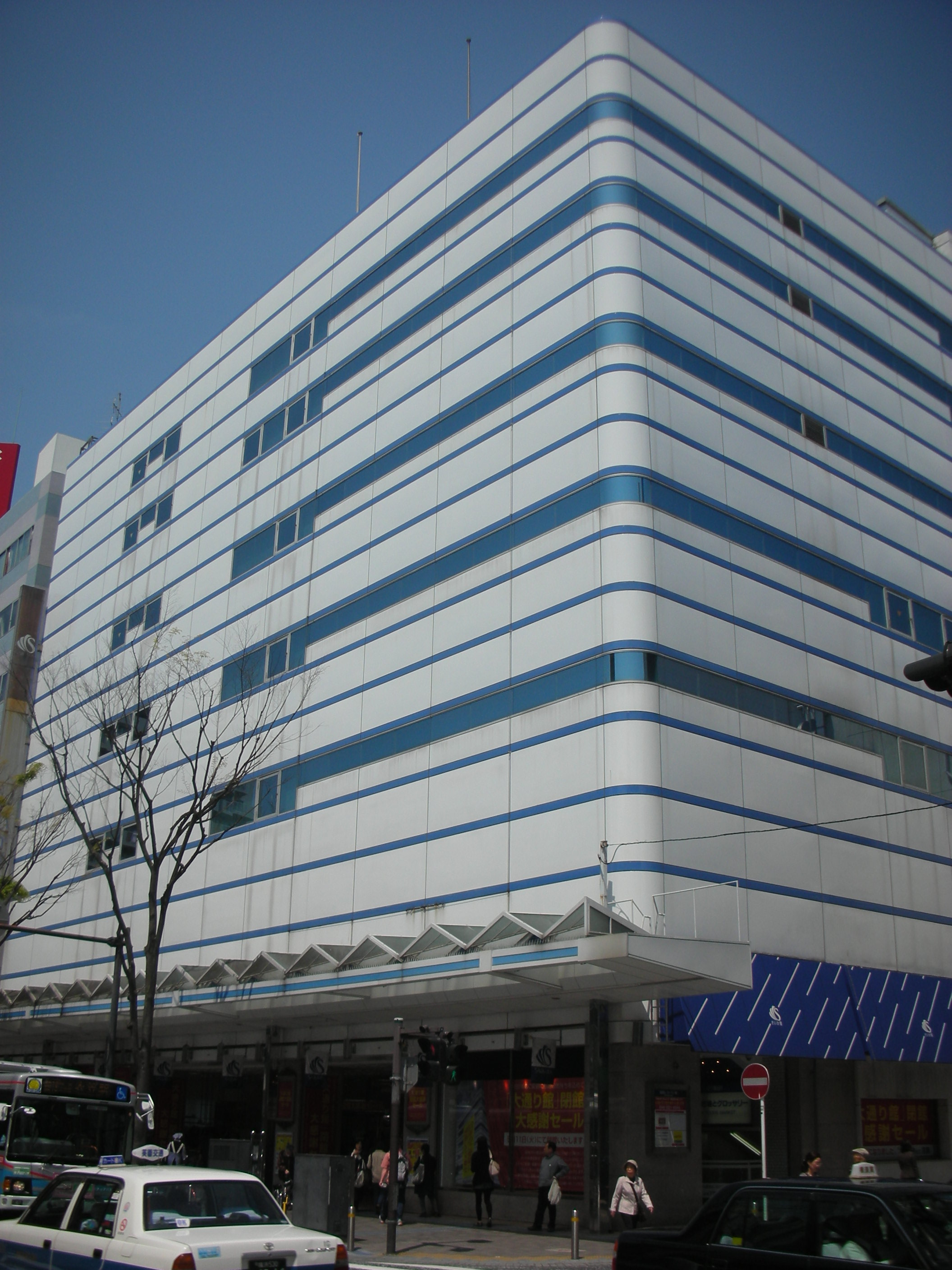
さいか屋横須賀店 大通り館（2010年5月11日に閉館）

岡本傅兵衛が1872年（明治5年）10月に本町雑賀屋呉服店を開業したのをルーツとする、かつての本店である。
1928年（昭和3年）10月3日、旧・大通り館の場所に木骨鉄筋コンクリート造3階建て約430坪の店舗が完成し、百貨店化して人気を集めた。
1966年（昭和41年）7月に株式会社雑賀屋の百貨店部門を分割して株式会社横須賀さいか屋を新たに設立し、同社が1969年（昭和44年）5月に川崎さいか屋の商号を株式会社さいか屋に変更した法人に9月に吸収合併され、その際に川崎店が本店となったため、当店は本店でなくなった。
1974年（昭和49年）4月に延べ床面積21,922m2で売場面積14,761m2に増床し、1990年（平成2年）3月に新館を開業して延べ床面積28,259m2で売場面積26,714m2に増床し、10月にレストラン街やホールなどの各種サービス施設の入った南館(延べ床面積7,906m2)を開業して3館体制に移行するなど規模拡大を重ねた。
3店舗の中で最も不振が深刻だったため、コストダウンのため2009年（平成21年）3月から閉店時刻を1時間繰り上げて17時半に変更するなどの対応を図っていたが、2009年（平成21年）8月中間決算の売上高が約88億円と前年同期比で約20%ほど減少するなど大きく落ち込んだ。
このため経営再建策の一環として、かつての本館だった大通り館を2010年（平成22年）5月11日に閉鎖して新館に売場の集約が図られ、同月から外商を大幅に縮小して代わりに外商顧客の来店を促すために6月9日に外商カードを持つ顧客向けのサロンを開設してコンシェルジュが店内での買い物をサポートする仕組みを導入するなどの規模の縮小を伴う更なるコストダウンの取組みが始まった。
その一方で「仕事帰りに立ち寄るには閉店が早すぎる」などの顧客の意見に配慮して、2010年（平成22年）3月3日から閉店時刻を30分繰り下げて19時に変更するなど集客力の強化も図っている。
再建策の一環として雑賀屋不動産が清算されることになったため、引き続き百貨店の営業を続ける新館と付属施設として使用し続ける南館・北館を同社から2010年（平成22年）2月25日に当社が取得して自社物件化している。
2011年（平成23年）5月27日に手芸洋品店ユザワヤを開店させるなどテナント導入による来店客増加と収益改善の両立を図る取組みも進められた。このほか、同月から横須賀店が地元の老人ホームと提携してホームが運行する送迎バスに駐車場を無償提供して老人ホーム入居者の定期的な来店を促す取り組みも試みられた。2014年（平成26年）11月1日からは、横須賀市と三浦市の計14カ所を回る移動販売を開始し、高齢者を中心とする買い物難民への対応をするなど地域密着型の営業を強化している。
2021年（令和3年）2月21日をもって、横須賀店は閉店。さいか屋では横須賀市内にサテライト店舗を開設する予定だったが、横須賀店の建物を活用して営業をスリム化した新店舗「SAIKAYA YOKOSUKA SHOPPING PLAZA」を開設することになり、同年3月6日に開店した。

#### さいか屋まんじゅう
かつて大通り館の地下1階で60年近く製造・販売されていた名物で、小泉純一郎の似顔絵焼き印の入った「純ちゃんまんじゅう」が販売されて一時製造が追い着かないほどの人気を誇ったこともある。白あんをカステラ風の生地で包んだ「さいか屋まんじゅう」、製造用の機械が一度解体すると再度組み立てが困難な構造のため、大通り館閉店直前の2010年（平成22年）2月9日に閉店して販売が終了した。
2012年（平成24年）3月に当店140周年を記念して同様の機械を保有して製造・販売を続けている平塚駅北口のつるや製菓に製造を依頼して復活させたところ完売するほどの人気を博したため、その後偶数月の中旬に3日間程度の限定で販売を続けることになっている。

#### 大通り館閉鎖の影響と跡地利用
閉鎖された大通り館の跡地2,547m2は雑賀屋不動産から一条工務店への売却する契約が成立したことが2010年（平成22年）12月17日に発表された。一条工務店が低層階を商業施設とした免震構造の分譲マンションを建設する方向で検討が進めているとしたため、大通り館が閉鎖した後は平日は1 - 2割、休日はそれ以上の比率で周辺商店街の来街者数が減少するなど閉鎖による影響は大きく受けた地元で、一条工務店による買収を歓迎する意見が多く見られた。
しかし、東日本大震災後の原材料費高騰で採算が採れないとして計画中止を決定し、2013年（平成25年）10月19日に地元の町内会や商店街にその旨を伝えた。そのため、跡地の地権者である法人5社と個人2人が集まって会員2014年（平成26年）9月11日に「大滝町1丁目地区再開発協議会」を設立して、横須賀市の支援も受けながら新たな再開発計画の策定を目指している。

#### 横須賀店閉店と新店舗開設
2020年12月18日に、閉店予定の「さいか屋横須賀店」の跡地を活用し、2021年春に新店舗をオープンすると発表。同社は、2020年5月の横須賀店閉店決定後、閉店後の横須賀地区での営業については、サテライト型店舗の開設を検討していた。横須賀市内で営業の可能性が高いと見込まれる地域における店舗の開設を想定したうえで、事業実施の可否を判断するために必要な情報の収集・分析を行っていた。
148年間営業していた現店舗の立地にでの営業を望む顧客の声も多く、移転せず、新店舗を現店舗の立地に開設する。新店舗は、地下1階食料品売場を強化。1階菓子・催し物スペースを拡充し、2～4階ファッション・ビジネス・雑貨売場の再編を行う。
規模縮小後に空きフロアとなる5階と6階について、当面の間は横須賀市が借り上げた上で新型コロナウイルスのワクチン集団接種会場にすることを2021年2月15日に発表した。

### 藤沢店
株式会社雑賀屋の関連会社の株式会社藤沢さいか屋(初代)が藤沢市の藤沢駅北口に1965年（昭和40年）4月28日に開店したのが始まりで、開店当初は駅の北東側に位置した。この旧店舗は開業初年度の1965年（昭和40年）に売場面積6,593m2で売上高約25.4億円を上げて営業日数でも売場面積でも上回る本店である横須賀の売上高約22.9億円(売場面積7,317m2)を上回り、好調なスタートを切った。
1969年（昭和44年）9月に株式会社藤沢さいか屋(初代)が株式会社さいか屋に吸収合併されて独立した法人での営業をいったん終え、その後1974年（昭和49年）9月に延べ床面積22,3742m2で売場面積14,129m2に増床して規模拡大を図っている。
地元の根強い反対で高島屋の招致が頓挫した藤沢市が進めていた再開発ビルに1978年（昭和53年）6月12日に藤沢駅北口の現店舗を三越との合弁で出店する計画が確定して、1978年（昭和53年）11月22日に株式会社藤沢さいか屋(2代目)が現在の店舗での営業を開始し、藤沢の店舗は再び別法人での営業へ移行すると共に規模拡張を図った。
2002年（平成14年）9月1日に株式会社藤沢さいか屋(2代目)の百貨店部門を株式会社さいか屋に譲受させたため、再びさいか屋藤沢店として営業するようになっている。
(株式会社藤沢さいか屋(2代目)は2005年（平成17年）7月に株式会社サイカマートへ吸収合併されると同時に商号を株式会社彩賀開発へ変更した後、2009年（平成21年）2月に株式会社さいか屋へ吸収合併された。)
事業再生ADR（裁判外紛争解決）による再建の申請で自主再建を断念するほど業績が悪化する中でも当店は黒字を保ち続けるなど比較的堅調な業績を維持している。
藤沢店のみ三越グループを垂れ幕などで前面に押し出している。近隣のライバル店は、以前は藤沢西武（西友が運営）があったが店舗面積が狭い事などもあった為に撤退し、現在は小田急百貨店のみである。

#### 旧店舗跡地の利用
1979年（昭和54年）9月20日に丸井藤沢店が開業し、同店地下1階に食料品専門店の藤沢マーケット店を地元の要望で開店させるなど旧店舗跡への関与も続けていたが、丸井藤沢店の2006年（平成18年）2月28日の閉店に伴いに3月20日に閉店して同地での歴史に完全に終止符を打った。
丸井藤沢店の跡に8月4日にビックカメラ藤沢店が開業している。2008年（平成20年）12月10日からジュンク堂藤沢店が7階・8階で営業している。

### 町田ジョルナ
町田ジョルナは「さいか屋」ブランドの百貨店ではないが、さいか屋が運営する専門店ビル。元々は土地・建物自体も同社が所有していた（後述記載）
1967年（昭和42年）11月、百貨店「さいか屋町田店」開店。株式会社川崎さいか屋により町田支店として開業。1976年（昭和51年）10月に専門店ビルへ業態転換しリニューアル。
百貨店協会に加盟しており、さいか屋の金券なども利用できるが、全国百貨店共通商品券については、2015年2月1日より利用できなくなった。
2016年（平成28年）3月4日に、外装・内装等の改装工事が行われ、リニューアルオープンした。

#### 他社への土地・建物譲渡
2014年（平成26年）9月26日に土地と建物を約60億円で株式会社瀧泰と株式会社テーケーワイへ売却し、リースバックして営業を続ける契約を結んだことが発表され、2015年（平成27年）1月30日に正式に譲渡された。
2018年（平成30年）1月31日には、株式会社瀧泰と株式会社テーケーワイから株式会社ユニカが施設を取得した。

## サテライト型店舗

### (2代目) 川崎店
婦人服、学生服、カタログギフトなどの営業をする「サテライト型店舗」として、川崎日航ホテルビルの3階に2015年6月3日に開業。外商の活動も行う。
2015年5月までの初代川崎店は、150メートル南東にあった。

## 過去に存在した店舗

### (初代) 川崎店
1950年から2015年まで存在した店舗。高級店として開業したものの、2000年代に低価格店などを導入し、経営の改善を図っていた。

#### 歴史

##### 開業から拡大へ
1950年（昭和25年）11月18日に株式会社雑賀屋の関連不動産会社として設立されていた株式会社大洋会館が川崎店の運営会社となるために1955年（昭和30年）8月に株式会社川崎さいか屋へ商号変更し、1956年（昭和31年）4月3日に鉄骨鉄筋コンクリート造り地下1階地上3階で延べ床面積4,926m2で売場面積4,021m2の百貨店を開業したのが始まりである。
1964年（昭和39年）11月に延べ床面積21,732m2で売場面積15,591m2に増床し、1965年（昭和40年）に売上高約50.7億円を上げて1927年（昭和2年）に開業した地元創業の老舗小美屋の約36.0億円（売場面積7,724m2）や1955年（昭和30年）に開業した岡田屋の売上高約23.5億円（売場面積5,287m2）を大きく上回る地域一番店となる。1973年（昭和48年）11月に更に増床し、延べ床面積33,994m2で売場面積22,118m2となる。
1964年の増床により、さいか屋の中心的な存在となる。というのは、横須賀店の売上高約22.9億円（売場面積7,317m2）と藤沢店の売上高約25.4億円（売場面積6,593m2）ほか2店合計の売上高をも上回ったためである。1969年（昭和44年）9月に株式会社横須賀さいか屋と株式会社藤沢さいか屋（初代）の2社を合併して百貨店事業の運営会社を一本化した際に当店が本店となった。
当店のみを営業していた時代の株式会社川崎さいか屋は1964年（昭和39年）8月に東京証券取引所第二部へ株式を上場している。

##### 不振から閉店まで
JR川崎駅東口では、1986年に地下街の川崎アゼリアが開業したのを皮切りに、百貨店やシネコンなどとの競争が激化した。さらに2006年（平成18年）9月に川崎駅西口に大型商業施設であるラゾーナ川崎プラザが開業すると買い物客の流れが西口側に変わり、2006年（平成18年）に約210億円あった川崎店の売上高は、2015年（平成27年）に約106億円に落ち込んだ。
開業当初のポスターには「川崎で都心のお買物」のコピーが見られる高級店であった。2003年（平成15年）9月、同年8月に閉店した川崎西武の33ブランドを含む50ブランドを新たに入居させる改装を行い、若い顧客向けの商品の拡充を図ることで、それまでの中高年層中心であった客層を広げることを目指した。
専門店の導入も当店から先行して始まり、2010年（平成22年）より、洋服のサカゼン、手芸洋品店ユザワヤ、カルディコーヒーファームなどを導入し、売上高こそ減少したものの来店客の増加やテナント賃料による収益改善に至った。
2011年（平成23年）5月に川崎商工会議所と共同で、川崎市内の有名な和洋菓子店やパン屋などを集めたセレクト・かわさきを1階菓匠街に開設したり、川崎市内の餃子店でつくるかわさき餃子舗の会が開発した「かわさき餃子みそ」も販売したりするなど、川崎の名産品の販売にも注力した。
2010年（平成22年）4月末に川崎店の外商が廃止され、6月1日に外商カードを持つ顧客向けのサロンを開設してコンシェルジュが店内での買い物をサポートする仕組みも導入した。
経営再建の一環として、2009年（平成21年）12月9日に約76億円で不動産投資を行うMM投資組合へ売却してリースバックして営業を続ける契約を結んだことが発表され、翌年2010年（平成22年）3月19日に正式に譲渡された。
そのような中、テナント収入を確保するなど川崎店単体では黒字化していたため、定期建物賃貸借契約の延長を申し入れていたものの、2014年（平成26年）4月9日にビル所有者側から定期建物賃貸借契約期間である2015年（平成27年）5月31日に建物の賃貸契約を終了するとの通知がなされた。これによりさいか屋は4月10日に、2015年5月の閉店を発表し、2015年（平成27年）5月31日に閉店した。
2015年（平成27年）6月3日以降は、川崎日航ホテル3階に婦人服等を扱うサテライト型店舗（小型店舗）を開設して営業の一部を継承することになった。「(2代目)川崎店」参照。
店舗の入っていた建物は、地権者の投資組合が秋から約1年を掛けて解体するとしていたが、2015年（平成27年）10月6日に川崎市に解体工事の中断を伝えたことが明らかになった。その後に工事は再開されて解体され、屋外駐車場としての利用を経て、跡地には「川崎ゼロゲート」（2019年8月8日開業）が建てられた。
なお、川崎鶴見臨港バス（臨港バス）が川崎店近くに設置していた「さいか屋前」バス停留所は、「地域住民への浸透」と改名した場合の経費を理由に、閉店に際しても「当面変更する予定がない」とされ、「川崎ゼロゲート」オープン後の2020年1月時点でもその名称が維持されている。臨港バスは京急グループのバス事業者であるが、京浜急行電鉄がさいか屋支援に乗り出す以前から、地元企業として臨港バスにさいか屋川崎店の車体広告を出していた。

#### フロア
| 階      | フロア概要                                                   |
| ------- | ------------------------------------------------------------ |
| 8階     | レストラン街、エステ＆整体・骨盤調整                         |
| 7階     | 専門店、子供服、商品券売場、学生服、ロイヤルラウンジ         |
| 6階     | 専門店、リビング用品、寝具、家具、絨毯、催物場               |
| 5階     | 専門店                                                       |
| 4階     | 専門店                                                       |
| 3階     | 婦人服、フォーマルウェア、美容室、喫茶店                     |
| 2階     | 婦人服、雑貨、婦人肌着、婦人靴、ハンドバッグ、洋服と靴の修理 |
| 1階     | 化粧品、婦人靴、雑貨、菓匠街、ゆうちょ銀行ATM                |
| 地下1階 | 食彩館、駐車場連絡口                                         |

## グループ会社
| 会社名                   | 業務内容                         | 備考                               |
| ------------------------ | -------------------------------- | ---------------------------------- |
| 株式会社サンパール藤沢   | サンパールビルの管理・運営       |                                    |
| アルファトレンド株式会社 | 時計・宝石・貴金属類の納入・販売 | 同名の企業があるが、無関係の別会社 |
| 株式会社さいか屋友の会   | 友の会運営業務                   |                                    |

## 備考
- ロッテオリオンズ（現・千葉ロッテマリーンズ）の本拠地であった川崎球場で、両軍ベンチの上にさいか屋が広告を出していた。
- 1988年に放送されたフジテレビ制作の連続テレビドラマ『あそびにおいでョ!』で、斉藤由貴演じる主人公等が勤める老舗百貨店「別府屋」として、さいか屋川崎店でロケーション撮影が行われた。
- 『朝日新聞』（東京版）、『読売新聞』（東京版）などの金曜日夕刊の週末のデパート情報（上下2段、7マス）の1枠に横須賀店の催事広告を掲載している（それ以前は東武百貨店池袋店の広告を掲載していた）。